# Lijst van gouverneurs van Karinthië

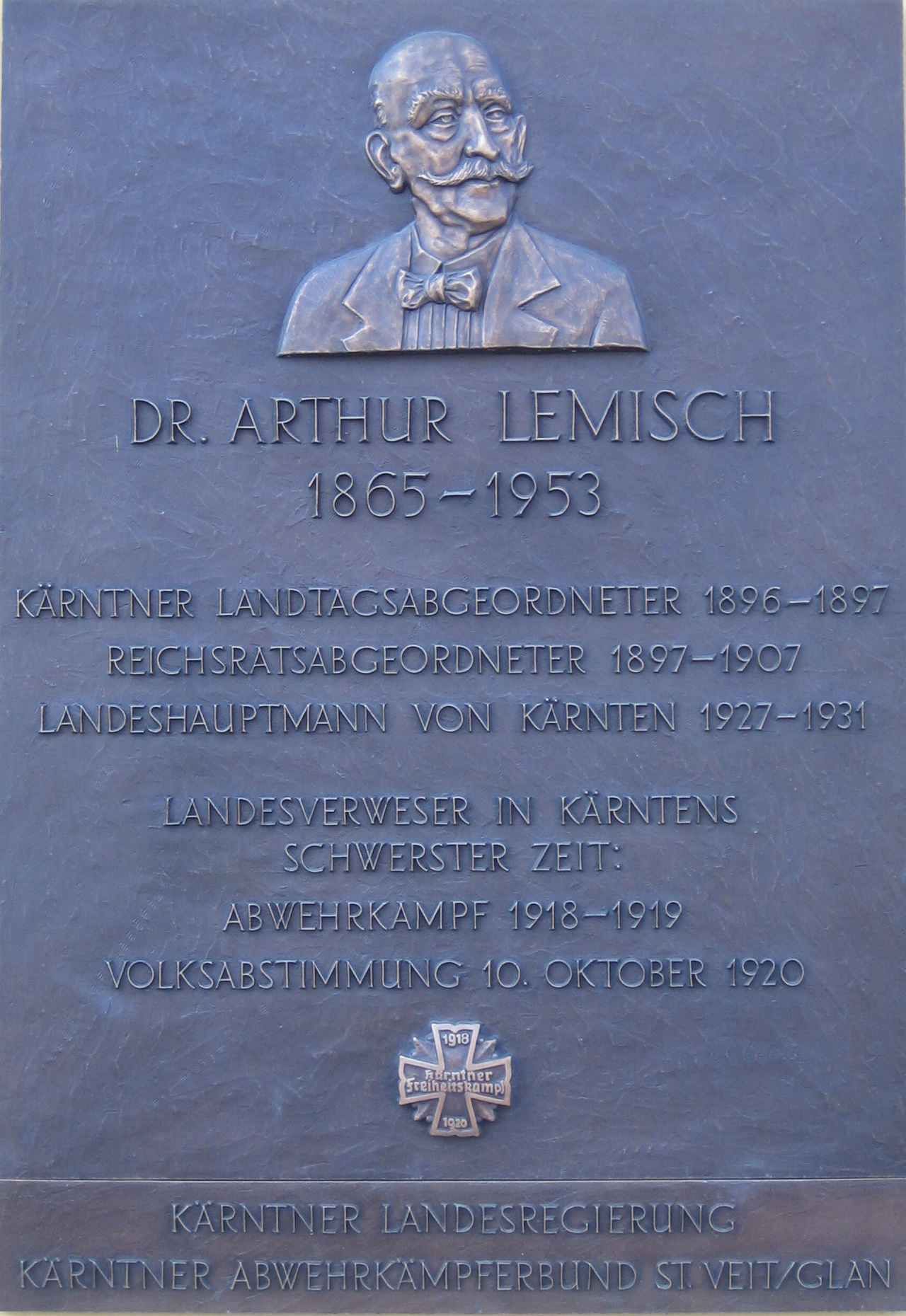
Landesverweser Arthur Lemisch (1918-1921)

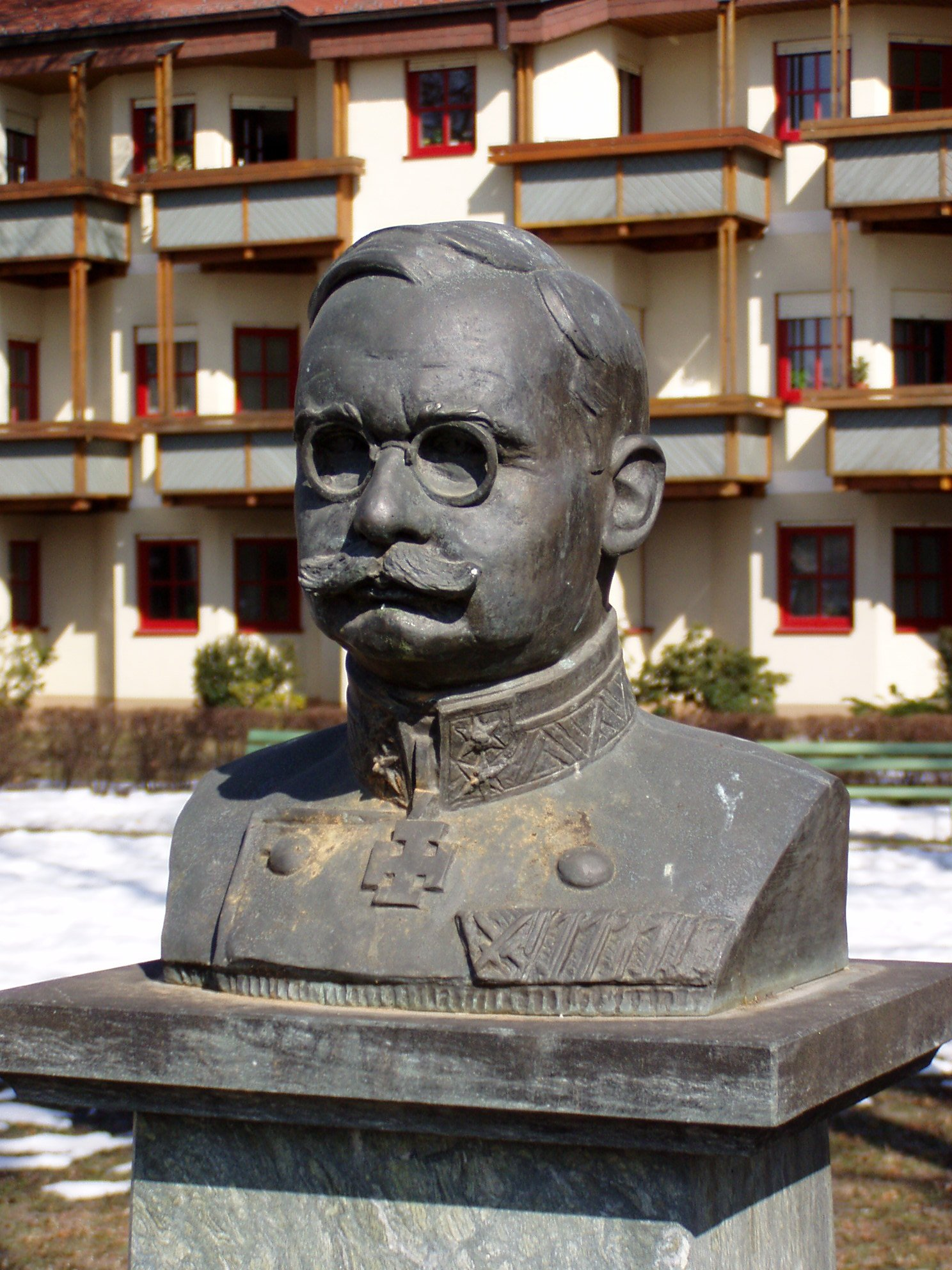
Landeshauptmann FML Ludwig Hülgerth (1934-1936)

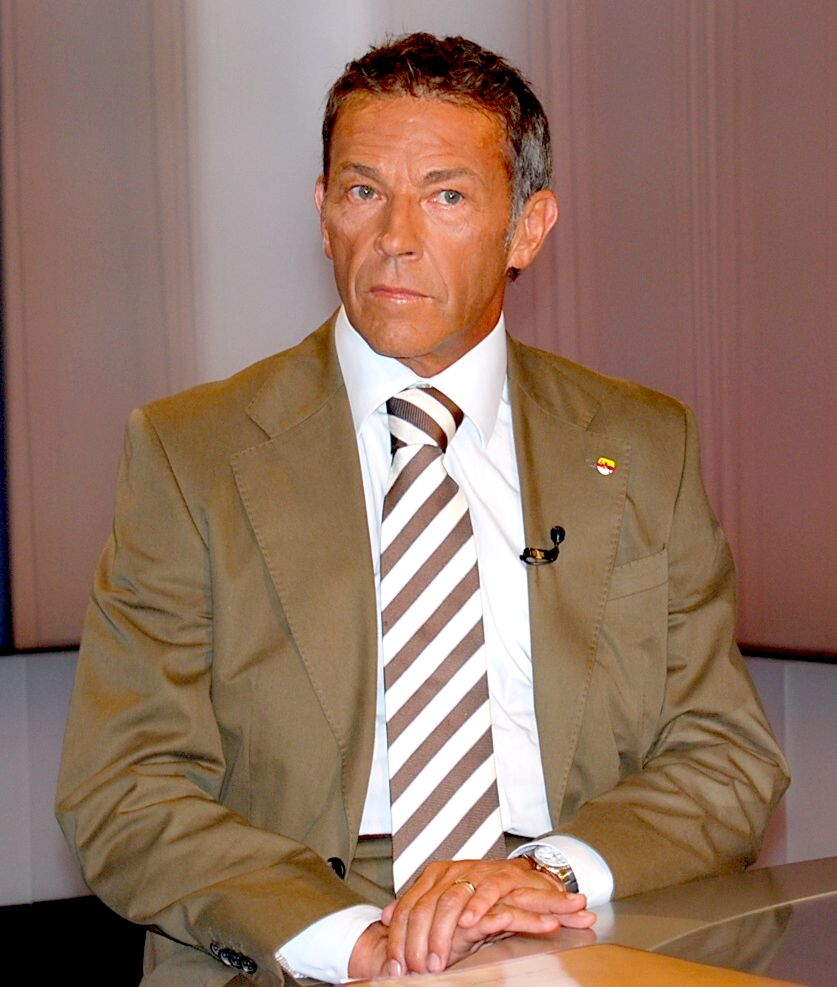
Landeshauptmann Jörg Haider (1989-1991; 1999-2008)

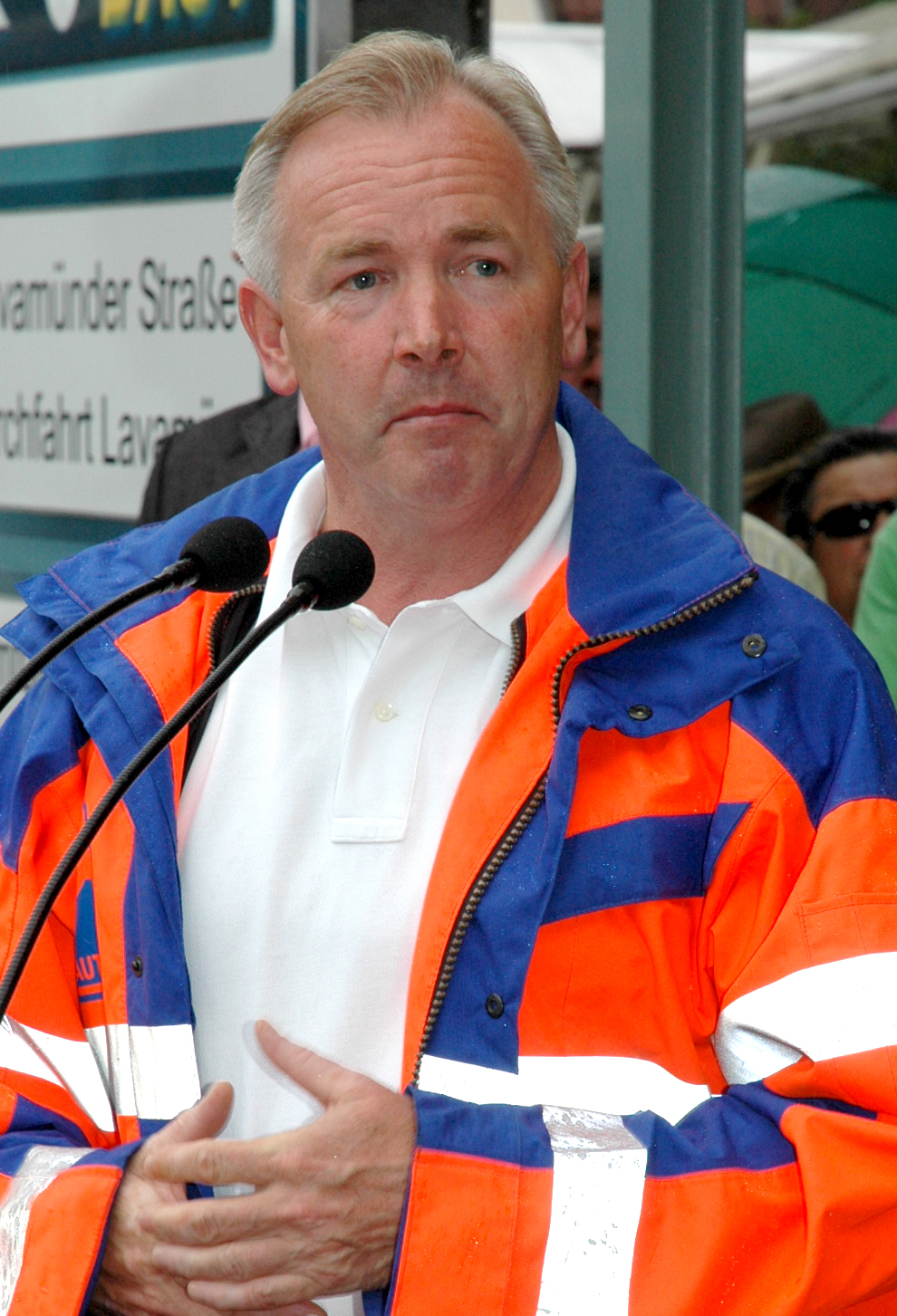
Landeshauptmann Gerhard Dörfler (2008-2013)

De Gouverneur (Landeshauptmann) van Karinthië is de regeringsleider van deze Oostenrijkse deelstaat.

## Lijst van gouverneurs van Karinthië
| Persoon                               | periode                            | partij                           |
| ------------------------------------- | ---------------------------------- | -------------------------------- |
| Georg Graf von Thun                   | maart 1861 - 7 juli 1861           |                                  |
| Johann Anton Graf von Goëss           | 7 juli 1861 - 1876                 |                                  |
| Johann Stieger                        | 1876 - 1884                        |                                  |
| Joseph Erwein                         | 1884 - 1897                        |                                  |
| Zeno Vinzenz Graf von Goëss           | 1897 - 1909                        |                                  |
| Leopold Freiherr von Aichelburg-Labia | 1909 - 11 november 1918            | Duitsnationaal                   |
| Arthur Lemisch (Landesverweser)       | 11 november 1918 - 22 juli 1921    | DLP                              |
| Florian Gröger                        | 22 juli 1921 - 6 november 1923     | SDAPÖ                            |
| Vinzenz Schumy                        | 6 november 1923 - 15 juni 1927     | LB                               |
| Arthur Lemisch                        | 15 juni 1927 - 21 januari 1931     | partijloos                       |
| Ferdinand Kernmaier                   | 22 januari 1931 - 16 februari 1934 | LB                               |
| Silvester Leer (waarnemend)           | 16 februari 1934 - 7 maart 1934    | CS                               |
| Ludwig Hülgerth                       | 7 maart 1934 - 3 november 1936     | VF                               |
| Arnold Sucher                         | 9 november 1936 - 11 maart 1938    | VF                               |
| Wladimir von Pawlowski                | 11 maart 1938 - 1 juni 1938        | NSDAP                            |
| Hubert Klausner                       | 1 juni 1938 - 12 februari 1939     | NSDAP                            |
| Wladimir Pawlowski                    | 12 februari 1939 - 1 december 1941 | NSDAP                            |
| Friedrich Rainer                      | 1 december 1941 - 7 mei 1945       | NSDAP                            |
| Hans Piesch                           | 8 mei 1945 - 25 april 1947         | SPÖ                              |
| Ferdinand Wedenig                     | 25 april 1947 - 12 april 1965      | SPÖ                              |
| Hans Sima                             | 12 april 1965 - 12 april 1974      | SPÖ                              |
| Leopold Wagner                        | 19 april 1974 - 27 september 1988  | SPÖ                              |
| Peter Ambrozy                         | 27 september 1988 - 21 april 1989  | SPÖ                              |
| Jörg Haider                           | 21 april 1989 - 21 juni 1991       | FPÖ                              |
| Christof Zernatto                     | 25 juni 1991 - 8 april 1999        | ÖVP                              |
| Jörg Haider                           | 8 april 1999 - 11 oktober 2008     | FPÖ (1999-2005), BZÖ (2005-2008) |
| Gerhard Dörfler                       | 11 oktober 2008 - 28 maart 2013    | BZÖ                              |
| Peter Kaiser                          | sinds 28 maart 2013                | SPÖ                              |